# She was dynamite
She was dynamite is een lied van Jack Jersey dat hij samen met Jacques Verburgt schreef. Hij bracht het in 1977 uit op een single. Op de B-kant verscheen At the end of it all dat ook door hem werd geschreven. Beide nummers verschenen ook op zijn elpee Asian dreams die hij in hetzelfde jaar uitbracht.

## Hitnoteringen
De single bereikte de hitlijsten in Nederland en België.

### Nederland
| She was dynamite in de Nederlandse Top 40 van 3-12-1977 t/m 7-1-1978 | She was dynamite in de Nederlandse Top 40 van 3-12-1977 t/m 7-1-1978 | She was dynamite in de Nederlandse Top 40 van 3-12-1977 t/m 7-1-1978 | She was dynamite in de Nederlandse Top 40 van 3-12-1977 t/m 7-1-1978 | She was dynamite in de Nederlandse Top 40 van 3-12-1977 t/m 7-1-1978 | She was dynamite in de Nederlandse Top 40 van 3-12-1977 t/m 7-1-1978 | She was dynamite in de Nederlandse Top 40 van 3-12-1977 t/m 7-1-1978 | She was dynamite in de Nederlandse Top 40 van 3-12-1977 t/m 7-1-1978 |
| Week                                                                 | 1                                                                    | 2                                                                    | 3                                                                    | 4                                                                    | 5                                                                    | 6                                                                    |                                                                      |
| -------------------------------------------------------------------- | -------------------------------------------------------------------- | -------------------------------------------------------------------- | -------------------------------------------------------------------- | -------------------------------------------------------------------- | -------------------------------------------------------------------- | -------------------------------------------------------------------- | -------------------------------------------------------------------- |
| Positie                                                              | 29                                                                   | 20                                                                   | 18                                                                   | 22                                                                   | 30                                                                   | 37                                                                   | uit                                                                  |

| She was dynamite in de Nationale Hitparade van 23-8-1975 t/m 13-9-1975 | She was dynamite in de Nationale Hitparade van 23-8-1975 t/m 13-9-1975 | She was dynamite in de Nationale Hitparade van 23-8-1975 t/m 13-9-1975 | She was dynamite in de Nationale Hitparade van 23-8-1975 t/m 13-9-1975 | She was dynamite in de Nationale Hitparade van 23-8-1975 t/m 13-9-1975 | She was dynamite in de Nationale Hitparade van 23-8-1975 t/m 13-9-1975 |
| Week                                                                   | 1                                                                      | 2                                                                      | 3                                                                      | 4                                                                      |                                                                        |
| ---------------------------------------------------------------------- | ---------------------------------------------------------------------- | ---------------------------------------------------------------------- | ---------------------------------------------------------------------- | ---------------------------------------------------------------------- | ---------------------------------------------------------------------- |
| Positie                                                                | 29                                                                     | 22                                                                     | 23                                                                     | 24                                                                     | uit                                                                    |

### Vlaanderen
In de Top 30 van de BRT stond de single 7 weken genoteerd en bereikte het nummer 11 als hoogste notering. In de Ultratop 30 kende het de volgende noteringen:
| She was dynamite in de Vlaamse Ultratop 30 van 3-12-1977 t/m 7-1-1978 | She was dynamite in de Vlaamse Ultratop 30 van 3-12-1977 t/m 7-1-1978 | She was dynamite in de Vlaamse Ultratop 30 van 3-12-1977 t/m 7-1-1978 | She was dynamite in de Vlaamse Ultratop 30 van 3-12-1977 t/m 7-1-1978 | She was dynamite in de Vlaamse Ultratop 30 van 3-12-1977 t/m 7-1-1978 | She was dynamite in de Vlaamse Ultratop 30 van 3-12-1977 t/m 7-1-1978 | She was dynamite in de Vlaamse Ultratop 30 van 3-12-1977 t/m 7-1-1978 | She was dynamite in de Vlaamse Ultratop 30 van 3-12-1977 t/m 7-1-1978 |
| Week                                                                  | 1                                                                     | 2                                                                     | 3                                                                     | 4                                                                     | 5                                                                     | 6                                                                     |                                                                       |
| --------------------------------------------------------------------- | --------------------------------------------------------------------- | --------------------------------------------------------------------- | --------------------------------------------------------------------- | --------------------------------------------------------------------- | --------------------------------------------------------------------- | --------------------------------------------------------------------- | --------------------------------------------------------------------- |
| Positie                                                               | 20                                                                    | 19                                                                    | 18                                                                    | 17                                                                    | 14                                                                    | 20                                                                    | uit                                                                   |